# Caron Wheeler
Caron Melina Wheeler (Londra, 19 gennaio 1963) è una cantante britannica.

## Carriera
Conosciuta come voce e autrice di due grandi successi del gruppo Soul II Soul, ossia Keep on Movin' e Back to Life (However Do You Want Me), entrambe datate 1989, ha collaborato anche come corista con Elvis Costello e Howard Jones negli anni '80.
Nel 1988 ha registrato con gli Erasure come corista per l'album The Innocents. Fa parte del gruppo femminile Afrodiziak. Ha lavorato anche con Madness, Dexys Midnight Runners e Richard X.
Nel maggio 1990 ha pubblicato il suo primo album solista.

## Discografia
Solista
- UK Blak (1990)
- Remix Only for Japan (1991, remix)
- Beach of the War Goddess (1993)
- Live at Duo Music Exchange (2006, live)